# NGC 3287
NGC 3287 est une petite galaxie spirale barrée située dans la constellation du Lion. NGC 3287 a été découverte par l'astronome prussien Heinrich d'Arrest en 1862.

## Caractéristiques
Sa vitesse par rapport au fond diffus cosmologique est de 1 646 ± 22 km/s, ce qui correspond à une distance de Hubble de 24,28 ± 1,73 Mpc (∼79,2 millions d'al).
À ce jour, 13 mesures non basées sur le décalage vers le rouge (redshift) donnent une distance de 14,526 ± 5,016 Mpc (∼47,4 millions d'al), ce qui est un tout juste à l'extérieur des valeurs de la distance de Hubble. Puisque cette galaxie est relativement rapprochée du Groupe local, il est probable que cette valeur soit plus près de la distance réelle de NGC 3287. Notons que c'est avec la valeur moyenne des mesures indépendantes, lorsqu'elles existent, que la base de données NASA/IPAC calcule le diamètre d'une galaxie.
La classe de luminosité de NGC 3287 est IV et elle présente une large raie HI. Elle renferme également des régions d'hydrogène ionisé.

## Groupe de NGC 3227
NGC 3287 fait partie du groupe de NGC 3227. En plus de NGC 3287 et de NGC 3227, ce groupe comprend au moins 14 autres galaxies dont NGC 3162, NGC 3177, NGC 3185, NGC 3187, NGC 3190, NGC 3193, NGC 3213 et NGC 3301. De plus, selon des articles publiés par Steven D. Peterson en 1979 et par Abraham Mahtessian en 1998, NGC 3287 forme une paire avec la galaxie NGC 3301.